# Amblyonychus trichonotus
Amblyonychus trichonotus là một loài ruồi trong họ Asilidae. Amblyonychus trichonotus được Wiedemann miêu tả năm 1828.